# Rio Dorna (Bistriţa)
O Rio Dorna é um rio da Romênia, afluente do Bistriţa, localizado no distrito de Suceava.